# 威爾·梅勒
威爾·梅勒（Will Mellor，1976年4月3日—）是英國的一位演員。他最著名的作品包括在聖橡鎮少年中飾演Jambo Bolton角色。梅勒的演藝生涯開始於1990年。